# Gøran Johannessen
Gøran Søgard Johannessen (* 26. April 1994 in Stavanger) ist ein norwegischer Handballspieler. Er steht beim norwegischen Verein Kolstad IL unter Vertrag.

## Vereinskarriere
Gøran Johannessen spielte ab 2010 in seiner Heimatstadt bei Viking HK. 2016 wechselte der 1,93 Meter große Rückraumspieler zum dänischen Erstligisten GOG Håndbold, mit dem er in der Saison 2016/17 am EHF-Pokal teilnahm. Ab der Saison 2018/19 stand Johannessen beim Bundesligisten SG Flensburg-Handewitt unter Vertrag. Mit der SG Flensburg-Handewitt gewann er 2019 die deutsche Meisterschaft. Nach Ablauf seines Vertrags im Sommer 2023 wechselte er gemeinsam mit seinem Flensburger Mitspieler Magnus Rød und Sander Sagosen vom THW Kiel zum aufstrebenden norwegischen Verein Kolstad IL.

## Nationalmannschaft
Gøran Johannessen debütierte am 17. Januar 2015 in der norwegischen Handballnationalmannschaft. Mit Norwegen nahm er an der Weltmeisterschaft 2017 in Frankreich teil, wo das Team die Silbermedaille gewann, sowie an der Europameisterschaft 2018 in Kroatien. Bei der Weltmeisterschaft 2019 belegte er mit seinem Team den 2. Platz. Aufgrund einer Verletzung konnte er nicht bei den Spielen der XXXII. Olympiade 2021 in Tokio starten. Bei der Weltmeisterschaft 2023 stand er ebenfalls im norwegischen Aufgebot.